# Unțești (okręg Vaslui)
Unțești – wieś w Rumunii, w okręgu Vaslui, w gminie Bogdănești. W 2011 roku liczyła 889 mieszkańców.